# Верховный суд Испании

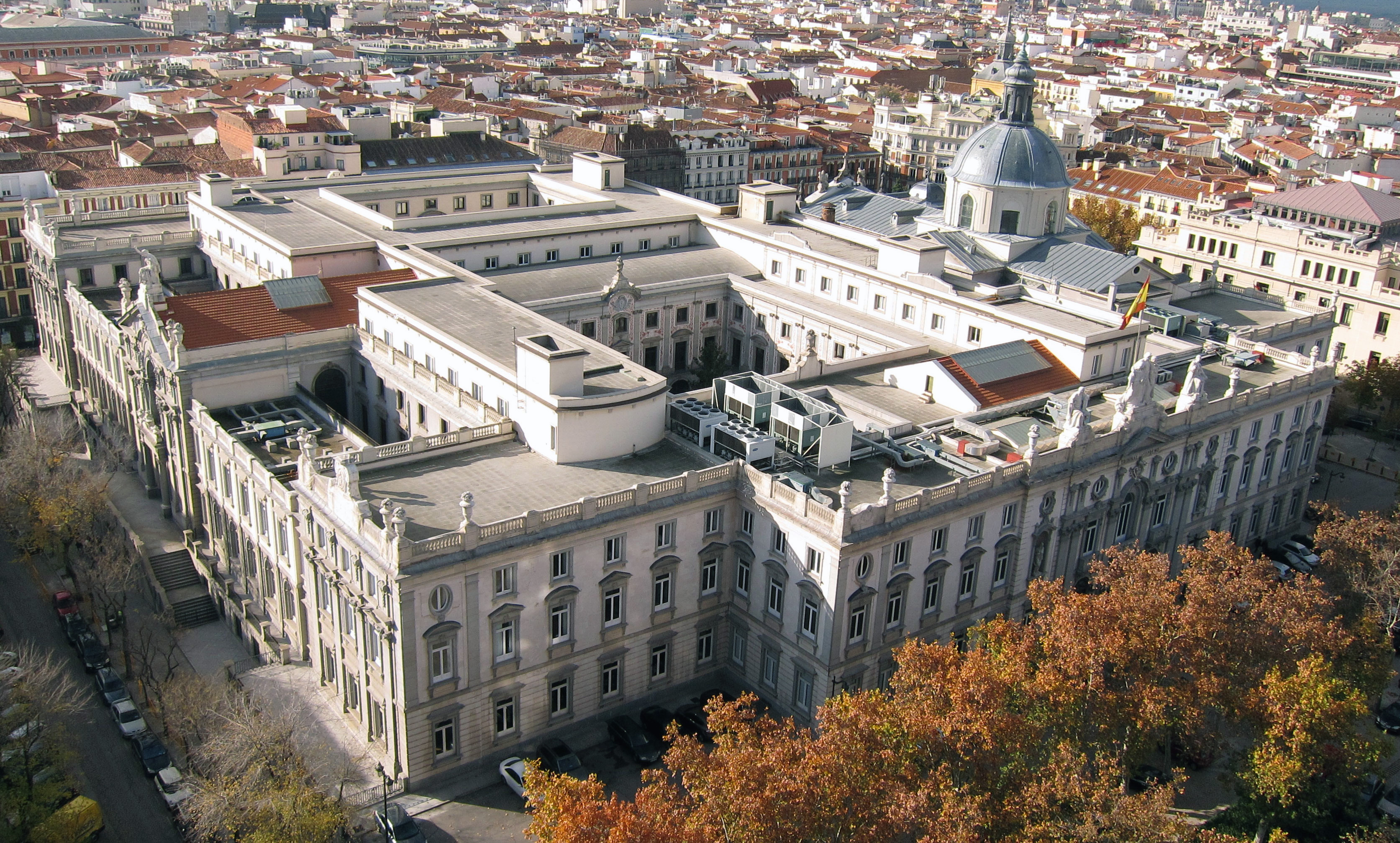
Здание Верховного суда Испании в Мадриде

Верховный суд Испании (исп. Tribunal Supremo de España) является конституционным органом Королевства Испания, который находится на вершине судебной власти страны с учётом того, что обладающий полномочиями отмены законов Конституционный суд Испании не является частью судебной системы.
Верховный суд является главным кассационным судом Испании, на который возложена миссия гарантирования единообразного применения законов на всей территории страны.
Штаб-квартира суда расположена на территории бывшего дворца и монастыря Салесас-Реалес.

## Структура
Верховный суд состоит из Председателя (с октября 2022 года должность занимает Франсиско Марин Кастан), председателей палат и магистратов. При необходимости могут быть образованы специальные группы (ст. 54).
В структуру Верховного суда входят пять палат (ст. 55):
- Первая (гражданская) палата;
- Вторая (уголовная) палата;
- Третья палата (административные споры);
- Четвёртая палата (трудовые споры);
- Пятая палата (споры с участием военнослужащих).

Также действуют специальные палаты, которые вправе рассматривать вопросы о ликвидации политических партий или споры о юрисдикции (ст. 61).